# 세종특별자치시의회
세종특별자치시의회는 대한민국 세종특별자치시에 제출된 의견이나 법안을 처리하기 위해 설치된 의회이다.

## 조직

### 의장단
- 의장
- 부의장 2명

#### 역대 의장단
| 대수 | 대수   | 이름   | 정당           | 임기                                      | 부의장                | 부의장                   |
| ---- | ------ | ------ | -------------- | ----------------------------------------- | --------------------- | ------------------------ |
| 초대 | 초대   | 유환준 | 선진통일당     | 2012년 7월 1일 - 2014년 6월 30일          | 김선무/민주통합당     | 강용수/새누리당          |
| 2대  | 전반기 | 임상전 | 새정치민주연합 | 2014년 7월 9일 - 2016년 6월 29일          | 윤형권/새정치민주연합 | 장승업/새누리당          |
| 2대  | 후반기 | 고준일 | 더불어민주당   | 2016년 6월 30일 - 2018년 6월 30일         | 이경대/새누리당       | 김원식/더불어민주당      |
| 3대  | 전반기 | 서금택 | 더불어민주당   | 2018년 7월 1일 - 2020년 6월 30일          | 안찬영/더불어민주당   | 이영세/더불어민주당      |
| 3대  | 후반기 | 이태환 | 더불어민주당   | 2020년 7월 1일 - 2022년 6월 30일          | 노종용/더불어민주당   | 이윤희/더불어민주당      |
| 4대  | 전반기 | 상병헌 | 더불어민주당   | 2022년 7월 1일 - 2023년 5월 22일 (불신임) | 박란희/더불어민주당   | 김학서/국민의힘 (불신임) |
| 4대  | 전반기 | 이순열 | 더불어민주당   | 2023년 6월 15일 - 2024년 6월 30일         | 박란희/더불어민주당   | 김충식/국민의힘          |
| 4대  | 후반기 | 임채성 | 더불어민주당   | 2024년 7월 1일 -                          | 김효숙/더불어민주당   | 김동빈/국민의힘          |

### 위원회
상임위원회
- 의회운영위원회
- 행정복지위원회
- 산업건설위원회
- 교육위원회

특별위원회
- 예산결산특별위원회
- 윤리특별위원회

### 사무기구
사무처
- 의정담당관실[2]
- 전문위원

## 역대 세종특별자치시의원 선거 결과

### 제1대 세종특별자치시의회
2012년 7월 1일, 기존의 연기군의회의원 10명과 연기군에서 선출된 충청남도의회의원 2명, 공주시 라선거구, 청원군 나선거구를 지역구로 두고 있던 공주시의회의원·청주시의회의원 각 1명과 충청남도의회 비례대표 의원 1명으로 구성된 15명으로 제1대 세종특별자치시의회가 개원하였다.

### 제2대 세종특별자치시의회
2014년 6월 4일에 실시된 제6회 전국동시지방선거를 통해 15명의 제2대 세종특별자치시의원이 선출되었다. 본 선거를 통해 지역구 의원 13명과 비례대표 의원 2명이 선출되었다.
| 정당 | 정당           | 지역구 | 비례대표 | 합계 |
| ---- | -------------- | ------ | -------- | ---- |
|      | 새정치민주연합 | 8      | 1        | 9    |
|      | 새누리당       | 4      | 1        | 5    |
|      | 무소속         | 1      | -        | 1    |

|  | 52.82% |

|  | 47.17% |

### 제3대 세종특별자치시의회
2018년 6월 13일에 실시된 제7회 전국동시지방선거를 통해 18명의 제3대 세종특별자치시의원이 선출되었다. 본 선거를 통해 지역구 의원 16명과 비례대표 의원 2명이 선출되었다.
| 정당 | 정당         | 지역구 | 비례대표 | 합계 |
| ---- | ------------ | ------ | -------- | ---- |
|      | 더불어민주당 | 16     | 1        | 17   |
|      | 자유한국당   | 0      | 1        | 1    |

|  | 59.01% |

|  | 17.43% |

|  | 12.85% |

|  | 10.69% |

### 제4대 세종특별자치시의회
2022년 6월 1일에 실시된 제8회 전국동시지방선거를 통해 20명의 제4대 세종특별자치시의원이 선출되었다. 본 선거를 통해 지역구 의원 18명과 비례대표 의원 2명이 선출되었다.
| 정당 | 정당         | 지역구 | 비례대표 | 합계 |
| ---- | ------------ | ------ | -------- | ---- |
|      | 더불어민주당 | 12     | 1        | 13   |
|      | 국민의힘     | 6      | 1        | 7    |

|  | 48.50% |

|  | 45.79% |

|  | 4.98% |

|  | 0.71% |

## 정당별 의석 수
| ↓            |          |  |
| 13           | 7        |  |
| 더불어민주당 | 국민의힘 |  |

### 교섭단체
세종특별자치시의회는 3명 이상의 의석을 확보한 정당, 또는 교섭단체에 속하지 않은 3명의 의원이 교섭단체를 구성할 수 있다.

## 같이 보기
- 연기군의회
- 세종특별자치시의회의원 목록
- 세종특별자치시청